# Mas Juny
El Mas Juny és un mas fortificat al municipi de Palamós (Baix Empordà) que és catalogat com a bé cultural d'interès nacional.

## Arquitectura
El mas, amb torre adossada, està en un promontori sobre la cala de s'Alguer. La casa té una porxada d'arcs rebaixats i està coberta per una teulada de dues vessants a dos nivells. La torre és de forma cilíndrica atalussada. Consta de tres plantes i terrat (no conserva els merlets). Les úniques obertures visibles des de l'exterior són les espitlleres horitzontals. A la primera planta s'hi accedeix per una porta oberta a la cara nord. La segona comunica amb la casa i ha estat transformada en cambra de bany. I la tercera està ocupada pels dipòsits d'aigua. A la banda de ponent es veu un rellotge de sol en molt mal estat.

## Història
La història recent del mas està marcada per la personalitat del pintor català Josep Maria Sert. L'any 1931 l'artista arribà a Palamós i comprà les terres properes a la platja de Castell on hi havia el mas Cama. Sert canvià el nom pel de mas Juny i restaurà la casa. Pel lloc van passar els artistes i personalitats més importants de principis de segle. A mitjans dels anys trenta, amb motiu de la mort del germà de la seva muller, el príncep Midivani, va vendre les seves possessions a la família Puig Palau. Avui encara al poble de Palamós es parla del lloc com el mas d'en Sert.